# Garmischer Straße
Die Garmischer Straße ist eine Straße im Westen Münchens und ein Teil des Mittleren Ringes. Sie hat eine Länge von 2,7 km.

## Lage

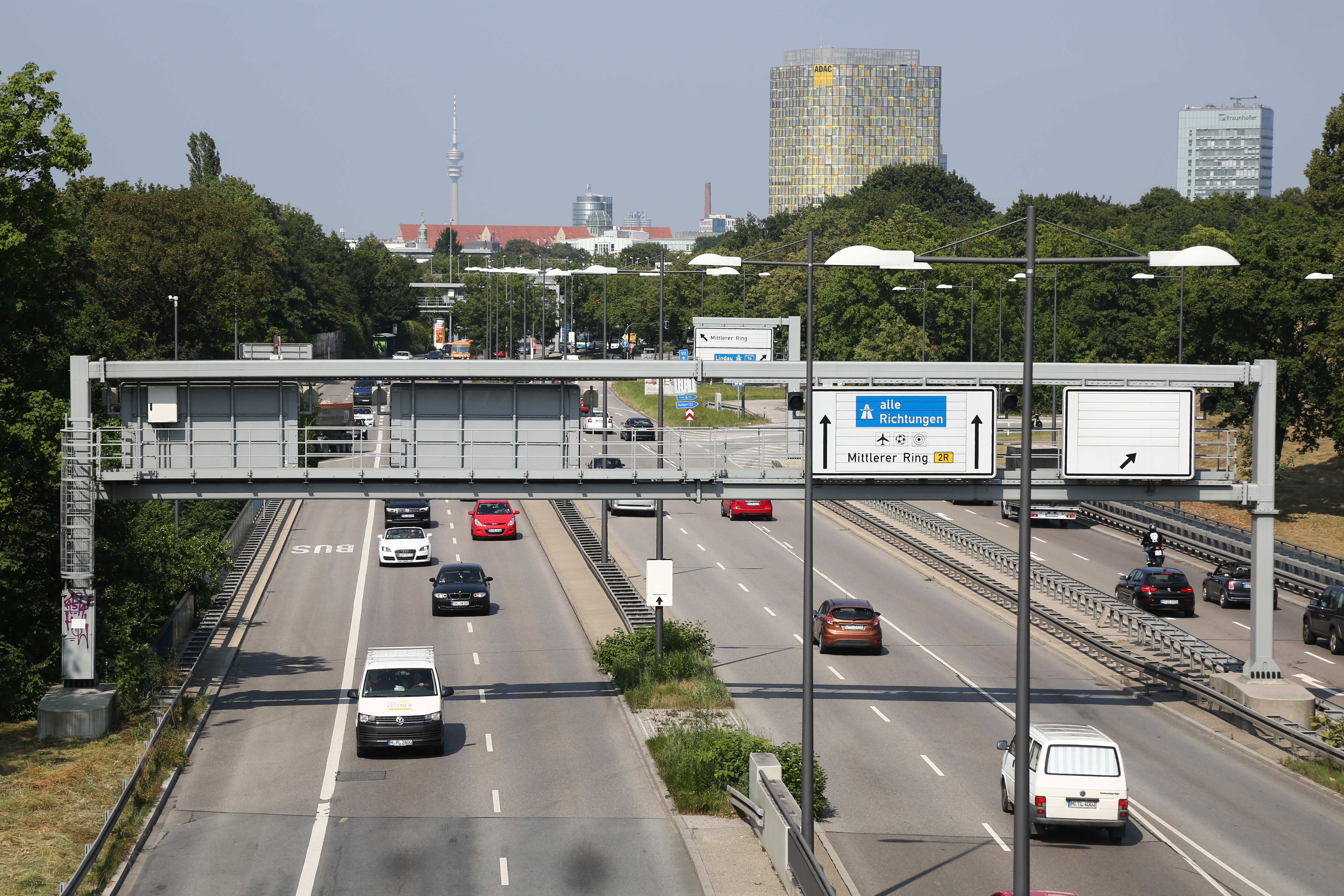
Der nördliche Teil der Garmischer Straße. Blick nach Norden auf Olympiaturm, ADAC-Hochhaus und Zentrale der Fraunhofer-Gesellschaft

Die Garmischer Straße befindet sich zirka vier Kilometer westlich vom Münchner Stadtzentrum entfernt und durchquert die Stadtbezirke Schwanthalerhöhe und Sendling-Westpark von Norden nach Süden. Sie ist Begrenzung der Münchner Umweltzone.
Von Norden kommend ist die Garmischer Straße zuerst geprägt durch die Troglage. Daraufhin folgt ein Grüngürtel mit Kleingartenanlage und das kreuzungsfreie Ende der A 96 im Westpark. Südlich davon bis zum Luise-Kiesselbach-Platz ist die Garmischer Straße dicht mit Geschosswohnungsbau (vier bis fünf Geschosse) bebaut. In diesem Bereich folgen in kurzer Folge stadtteilverbindende Straßenzüge. An dessen Kreuzungspunkten ist das Verkehrsaufkommen entsprechend.

## Verlauf
Die Garmischer Straße beginnt an der südlichen Tunnelausfahrt Trappentreutunnel der Trappentreustraße im Stadtbezirk Schwanthalerhöhe. Von hier besteht Anschluss in den Stadtbezirk Neuhausen-Nymphenburg.
Die Garmischer Straße wird hier in Tieflage geführt und verläuft kreuzungsfrei in südwestlicher Richtung. Nach 100 Metern unterquert sie die Bahnstrecken München–Lenggries, München–Rosenheim, München-Laim–München Süd und München-Laim–München-Mittersendling und geht in den Stadtbezirk Sendling-Westpark über. Hier befinden sich die Ab- und Auffahrt zur Tübinger Straße/Landaubogen. Vor der Querstraße Tübinger Straße/Landaubogen überquert die Hansastraße die Garmischer Straße ohne eigene Zufahrt.
Nun erreicht die Garmischer Straße wieder das normale Geländeniveau und durchquert in südsüdwestlicher Richtung die Kleingärten der Siedlung „Land in der Sonne“. Daran anschließend folgt die Autobahnanschlussstelle München Sendling (39) der A 96 in Richtung Lindau (Bodensee). Hier mündet auch die E 54 aus Paris ein. Ab hier sind die Kreuzungen mit der Garmischer Straße höhengleich und ampelgesteuert.
Nach der Unterquerung der Westparkbrücke ist die Garmischer Straße vom Luise-Kiesselbach-Tunnel untertunnelt, der am 27. Juli 2015 eröffnet wurde.
Nach der Fertigstellung des Tunnels wurde die Oberfläche neu gestaltet. Pro Fahrtrichtung gibt es nur noch einen Fahrstreifen mit zahlreichen Parkbuchten. Dazu kommt eine breite Mittelpromenade, die mit Bäumen begrünt ist. Ebenso stehen an den Außenseiten der Straße Bäume.
Nach der Kreuzung Krüner Straße erreicht die Strecke die Kreuzung Ehrwalder Straße/Treffauerstraße. Dem weiteren Verlauf in Richtung Süden folgend endet die Garmischer Straße an der Kreuzung Waldfriedhofstraße/Albert-Roßhaupter-Straße. Hier beginnt der Luise-Kiesselbach-Platz von dem über den Mittleren Ring Anschluss Richtung Sendling oder über die A 95 Richtung Garmisch-Partenkirchen besteht.

## Verkehr
Die Garmischer Straße hat im nördlichen Bereich bis zur A 96 ein Verkehrsaufkommen von 123.000 Fahrzeugen pro Tag; im südlichen Bereich bis zum Luise-Kiesselbach-Platz hatte sie bis zur Fertigstellung des Tunnels ein Verkehrsaufkommen von 103.000 Fahrzeugen pro Tag. Danach werden im Tunnel täglich zirka 121.000 Fahrzeuge  und an der Oberfläche zirka 3.000 bis 5.000 Kfz. erwartet.
Neben zahlreichen Buslinien befindet sich an der Kreuzung Ehrwalder Straße/Treffauerstraße die U-Bahn-Haltestelle Westpark der U6.

### Ausbauzustand
| Teilstück von         | Teilstück bis           | Spuren gesamt | Richtungs- fahrbahn getrennt | planfrei |
| --------------------- | ----------------------- | ------------- | ---------------------------- | -------- |
| Trappentreutunnel     | München Sendling (39)   | 4             | +                            | +        |
| München Sendling (39) | Luise-Kiesselbach-Platz | 6             | +                            | −        |

## Geschichte

Lage des Projektes „Mittlerer Ring Südwest“ im Mittleren Ring

Straßenverlauf am Mittleren Ring nach Fertigstellung der Tunnel Heckenstaller- und Garmischer Straße

Die Garmischer Straße war bis Ende der 1950er Jahre eine einbahnige Nebenstraße. Der südliche Bereich vom Westpark bis zum Luise-Kiesselbach-Platz wurde 1962 bis 1963 sechsstreifig und nicht kreuzungsfrei ausgebaut. 1973 folgte der nördliche Abschnitt von Heimeranplatz durch den Westpark und die Strecke in den neu geschaffenen Mittleren Ring integriert.
Von 1980 bis 1984 erfolgte der Bau des Trappentreutunnels. In diesem Zusammenhang wurde das nördliche Ende der Garmischer Straße in den Tunnel verlegt.

### Projekt Mittlerer Ring Südwest
Seit spätestens den 1970er Jahren gab es Pläne zur unterirdischen Verlegung des Mittleren Rings im Südwesten Münchens. Bei der Errichtung des U-Bahnhofs Westpark (Eröffnung 1983) war der Bau eines Straßentunnels bereits mit eingeplant worden. Ende der 1980er Jahre war dann das Ingenieursbauwerk fertig durchprojektiert. Bei den Koalitionsverhandlungen zu Rot-Grün im Münchner Stadtrat im Jahr 1990 einigten sich SPD und Grüne auf Drängen des kleineren Koalitionspartners allerdings darauf, keine Tunnelprojekte für den Mittleren Ring mehr weiterzuverfolgen.
Im ersten Münchner Bürgerentscheid mit dem Titel „Drei Tunnel braucht der Mittlere Ring“ entschieden sich am 23. Juni 1996 die Münchner Wähler mit knapper Mehrheit für einen weiteren Ausbau des Mittleren Rings. Nach dem Petuel-, Effner- und Richard-Strauss-Tunnel ist der Abschnitt Südwest der letzte Bauabschnitt dieses Bürgerentscheides.
Das Projekt „Mittlerer Ring Südwest“ ist in fünf Baulosen aufgeteilt worden. Der Teilabschnitt der A 96 bis zur künftigen nördlichen Tunneleinfahrt stellte das Baulos A dar. Östlich der bestehenden Brücke über die A 96 wurde zusätzlich eine Brücke für die Fahrbahn Richtung Autobahn errichtet. An der Ostseite der nördlichen Tunnelrampe wurde eine fünf Meter hohe Schallschutzwand errichtet.
Der Streckenabschnitt südlich davon bis zum Luise-Kiesselbach-Platz bildet das Baulos B. Dieser führt als Tunnel unter der Garmischer Straße. Der Tunnel wird hier in zwei Tunnelröhren je dreistreifig geführt.
Während der Bauarbeiten mussten im Baustellenbereich mindestens drei Fahrstreifen pro Fahrtrichtung, beidseitig Geh- und Radwege sowie Rettungswege zur Verfügung stehen. Der ÖPNV musste ebenso gewährleistet sein wie die Zugänglichkeit der Anliefer- und Lieferantenzufahrten. Die Bauarbeiten am Tunnel waren im Juli 2015 abgeschlossen, die Arbeiten an der Oberfläche werden bis 2017 andauern. Die Kosten des Bauprojektes „Mittlerer Ring Südwest“ mit Garmischer Straße und Tunnel, Luise-Kiesselbach-Platz und Heckenstallerstraße und Tunnel sowie der diversen Zu- und Abfahrten belaufen sich auf 373 Mio. €.